# Acrotomodes leprosata
Acrotomodes leprosata es una especie de polilla perteneciente a la familia Geometridae, descrita por primera vez por el lepidopterólogo inglés William Warren en 1907 con distribución en Perú. El sintipo de la especie fue descrita en los alrededores de La Oroya, por el Río Inambari, Provincia de Yauli. La especie ha sido descrita también en Ucayali y San Ernesto, Bolivia.

## Descripción
Es una polilla mediana, con una envergadura de 32 milímetros (1,3 plg). El ala anterior es de color hígado en la base y a lo largo de los márgenes, marrón más bien brillante en el disco, densamente sembrado de escamas grises y cruzado por dos líneas marrones. Las alas posteriores son del mismo color, sin el matiz marrón y la zona costal pálida.
Por debajo, las alas son leonado rojizo, con motas negras. La zona costal del ala anterior es más pálida, gris lila, con matices ocres con el margen interior de color blanco. El área marginal es rojo fulvioso.
La cara, palpos, patas delanteras y antenas son de color marrón rojizo. El vértice, tórax y abdomen son gris lila con el dorso cubierto de escamas grises.